# Silvina Ponce Dawson
Silvina Ponce Dawson es una física argentina especializada en biofísica y profesora titular en la Facultad de Ciencias Exactas y Naturales de la Universidad de Buenos Aires, e Investigadora Superior del Consejo Nacional de Investigaciones Científicas (CONICET).
Ponce Dawson es investigadora asociada en el Centro Internacional de Física Teórica (ICTP) de Trieste, Italia. Miembro Asociado, ICTP-SAIFR, Sao Paulo, Brasil. Es editora asociada divisional de Physical Review Letters y editora asociada de la Junta Editorial de Frontiers in Biofísica. Fue miembro del Consejo Asesor del Programa Nacional para la Igualdad de Género del Ministerio de Ciencia de Argentina. Fue Directora (2005-2009) del Departamento de Física de la Facultad de Ciencias Exactas y Naturales (FCEyN) de la UBA, y encargada de las actividades de extensión (2010-2016). 
En octubre de 2017, fue nominada a la Unión Internacional de Física Pura y Aplicada, que preside desde 2025.
Sus principales intereses de investigación son la física biológica y estadística. Es autora de más de 100 artículos aparecidos en revistas científicas y actas de congresos. Ha asesorado 14 tesis de licenciatura y 9 de doctorado. Fue Presidenta (2011-2014) del Grupo de Trabajo de Mujeres en Física de la IUPAP, Campeona de Género de la IUPAP (2017-2019) y miembro del Comité Ejecutivo de la Proyecto Brecha de Género en la Ciencia financiado por ICSU.